# Odette Gnintegma
Odette Gnintegma, née le 22 avril 1999, est une footballeuse togolaise au poste du milieu offensif. Elle joue dans le club marocain Raja Ain Harrouda et dans l'équipe nationale féminine du Togo.

## Carrière

### En club
Après sa formation, elle commence d'abord par jouer pour l’équipe de Gold Stars en 2014 avant de rejoindre l’académie Futurs Stars d’Agoè (FSA). En 2017, elle est prêtée au club Athlèta de Lomé où elle marque huit buts.
Ancienne joueuse à Tempête FC et Athlèta FC au Togo, elle joue pour Raja Ain Harrouda au Maroc. 

### En sélection
Elle rejoint la catégorie senior de l'équipe nationale féminine togolaise pendant les éliminatoires de la Coupe d'Afrique des Nations féminine 2022. 
Elle est nommée aux CAF Awards, en cette année, dans la catégorie joueuse de l’année. Au Togo, elle est sélectionnée parmi les candidats du prix Meilleur Jeune Sportif au Togo Talent d’Or 2023.